# Live in Chicago, 1999
Live in Chicago, 1999 — третий студийный альбом американской инди-рок-группы Joan of Arc, выпущенный 25 мая 1999 года лейблом Jade Tree. Он не является альбомом концертного материала, а назван в честь того, что участники группы жили в Чикаго в 1999 году.

## История
Live in Chicago, 1999 был записан в основном в студии Classsicks, а также в Truckstop West и дома у Шерри и Леноры. Кейси Райс выступил в качестве продюсера и руководил записью, а Эллиот Дикс дополнительно записал половину песен. Скотт Адамсон сделал дополнительную запись и редактирование на треках 1 и 6. Райс смикшировал записи, а мастеринг альбома выполнил Алан Дауч в студии West West Side Music в Нью-Джерси.

## Отзывы
| Оценки критиков | Оценки критиков |
| Источник        | Оценка          |
| --------------- | --------------- |
| AllMusic        | [ 7 ]           |
| Pitchfork       | 1.9/10          |

The Chicago Tribune написала, что альбом «полон такой музыки, для полного восприятия которой нужны наушники, звуковых коллажей, обволакивающих слушателя своими художественными, мечтательными текстурами». Washington City Paper считает, что «это пасмурные песни о влюблённом мраке: тональные стихи, которые распространяются, немного грохочут, но в основном просто нависают над слушателем в одном большом сером настроении». Spin написал, что альбом «выходит за рамки эмо и становится свободным, экспериментальным, случайно диссонирующим местом».

## Список композиций
Все песни написаны Joan of Arc, кроме «Thanks for Chicago, Mr. James» (автор Скотт Уокер).
1. «It’s Easier to Drink on an Empty Stomach Than Eat on a Broken Heart» — 4:58
2. «Who’s Afraid of Elizabeth Taylor?» — 6:28
3. «If It Feels / Good, Do It» — 5:04
4. «Live in Chicago, 1999» — 2:11
5. «(I’m 5 Senses) None of Them Common» — 3:48
6. «Me (Plural)» — 5:03
7. «I’m Certainly Not Pleased with My Options for the Future» — 0:36
8. «When the Parish School Dismisses and the Children Running Sing» — 3:51
9. «Thanks for Chicago, Mr. James» — 2:24
10. «(In Fact I’m) Pioneering New Emotions» — 2:58
11. «Better De’d Than Read» — 3:15
12. «Sympathy for the Rolling Stones» — 6:34
13. «All Until the Greens Reveal Themselves at Dawn» — 3:09